# Evening GatewaY
Evening GatewaY（イブニングゲートウェイ）は、エフエム熊本（FMK）で毎週月曜日から木曜日の16:45 - 19:55に放送していたラジオ番組である。エフエム熊本のサテライトスタジオJ-PITから生放送。途中、エフエム東京（TOKYO FM）製作番組を交えながら番組を送る。2007年3月29日をもって放送を終了。

## 出演者

### パーソナリティー
- 相越久枝（月・火）、かなぶんや（水・木）

### その他
- 「鶴屋New-S News」リポート：吉田恵理
- 「鶴屋フロアリポート」リポート：岩清水愛
- いい旅熊本探検隊：松村奈央

## 曜日別日替わりコーナー
- 17:00〜　クイズさかさ辞書（水）、3曲まとめてDON!（木）
- 17:22〜　Let's Hops（月）、お城マニアックス（火）
- 18:00〜　601ソング（月）、601シチュエーション（火）、週刊J-pit（水）、週刊J-pit O（木）
- 18:25〜　ライブレンダー（月）、MOVIEくのいち（火）

## タイムテーブル
- 16:45 熊本トヨペットToday's Pole Position
- 17:00 時報
- 17:22 FMK TRAFFIC INFORMATION
- 17:30 FMK Evening Journal
- 17:45 ON THE WAY COMEDY 道草（TFM製作）
- 17:55 FMK NEWS
- 18:00 時報・いい旅熊本探検隊
- 18:15 FMK WEATHER INFORMATION
- 18:25 FMK TRAFFIC INFORMATION
- 19:00 時報
- 19:20 鶴屋New-s News（月）、鶴屋フロアリポート（火～木）
- 19:55 番組終了